# Absurd Pop Song Romance
Absurd Pop Song Romance is het vierde studioalbum van de Amerikaanse queercore-band Pansy Division. Het album werd uitgegeven op 8 september 1998 door Lookout! Records. Het is het eerste muziekalbum van Pansy Division waarop de muziekstijl van de band van punkrock en poppunk naar alternatieve rock en indierock verschuift. Dit is ook het eerste album waar gitarist Patrick Goodwin aan heeft meegewerkt.

## Nummers
1. titelloze track - 0:18
2. "February 17" - 3:20
3. "Sweet Insecurity" - 4:02
4. "It'll Never Be the Same" - 3:30
5. "Better Off Just Friends" - 3:50
6. "Too Beautiful" - 2:43
7. titelloze track - 0:42
8. "Luv Luv Luv" - 2:34
9. titelloze track - 0:22
10. "The Best Revenge" - 5:09
11. "Bad Boyfriend" - 2:28
12. titelloze track - 0:53
13. "You're Gonna Need Your Friends" - 3:16
14. "Tinted Windows" - 2:02
15. titelloze track - 0:57
16. "Glenview" - 3:19
17. "Used to Turn Me On" - 4:58
18. "Obstacle Course" - 3:04
19. "Vicious Beauty" - 4:28

## Muzikanten
Pansy Division
- Jon Ginoli - zang, gitaar
- Chris Freeman - zang, basgitaar, keyboard op tracks 6, 7 en 13, drums op track 8
- Patrick Goodwin - gitaar
- Luis Illades - drums, basgitaar op track 8

Aanvullende muzikanten
- Miriam Sturm - viool on track 16
- Edgar Gabriel - viool on track 16
- Bill Kronenberg - altviool op track 16
- Sara Wollan - cello op track 16
- Kirk Garrison - trompet op track 11
- Bob Frankich - saxofoon op track 11